# Gul glansmossa
Gul glansmossa (Orthothecium chryseon) är en bladmossart som först beskrevs av Schwägr., och fick sitt nu gällande namn av Wilhelm Philipp Schimper. Gul glansmossa ingår i släktet glansmossor, och familjen Plagiotheciaceae. Arten är reproducerande i Sverige.